# Kimya Dawson
Kimya Dawson (17 de novembro de 1972) é uma cantora e compositora estadunidense, mais conhecida como artista solo e como parte do conjunto The Moldy Peaches. Em Swahilli, "Kimya" (كيميا) significa "silêncio" ou "silencioso".

## Carreira
Dawson começou com Adam Green nos  The Moldy Peaches. Desde o hiato do The Moldy Peaches em 2004, Dawson lançou uma seqüência de álbuns lo-fi, feitos em casa, e entrou em turnê pela América do Norte e Europa.
Dawson mais recentemente lançou Alphabutt, um álbum de música infantil, em 9 de Setembro de 2008. O álbum inclui "The Alphabutt Song", "Seven Hungry Tigers", "Little Monster Babies," "Wiggle My Tooth" e "Pee Pee in the Potty," e os colaboradores incluem o ex-guitarrista do Third Eye Blind, Kevin Cadogan, e alguns outros amigos músicos de Dawson e seus filhos. Ela também foi convidada para participar no programa de TV Vila Sésamo.
Para o grande público, Kimya Dawson é mais conhecida por ter contribuído para grande parte da banda sonora do filme "Juno" de 2007. No filme podem ouvir-se canções como "Tire Swing", "Loose Lips", ou "So Nice, So Smart", entre outras. "Anyone Else But You", a música que Elliot Page e Michael Cera cantam na última cena do filme, era originalmente uma gravação dos The Moldy Peaches, a banda anterior de Dawson.